# 五人組 (自由民主黨)
五人組（ごにんぐみ），是指2000年4月日本內閣總理大臣小淵惠三病倒之後，自由民主黨內五名實力派國會議員舉行密室會議協商出森喜朗出任后繼總理的事情。

## 五人組
- 森喜朗：幹事長（森派）
- 青木幹雄：內閣官房長官（小淵派）
- 村上正邦：參議院議員會長（江藤・龜井派）
- 野中廣務：幹事長代理（小淵派）
- 龜井静香：政務調査會長（江藤・龜井派）

被譽為自民黨「三架馬車」之一的總務會長池田行彦（加藤派）以身體不適為由沒有參加此次密室會議，不過據報道他與五人組有隨時電話聯絡，他也同意了擁立森喜朗的決定。

## 過程
- 4月2日
  - 1:00左右，小淵惠三首相因腦溢血被送往順天堂醫院緊急救治。
  - 2:00左右，古川首相政務秘書官通知青木官房長官首相入院的消息。
  - 6:00左右，青木回見小淵首相的主治醫生。
  - 12:00左右，因事態緊急，青木、森、村上、野中、龜井五人到東京的新大谷酒店會合，討論設置臨時首相代理和后繼首相的問題。
  - 19:00左右，青木前往順天堂醫生探望小淵首相，在病床前與小淵首相單獨會面（然而，小淵首相當然的是否具有意識未明，一些媒體報道青木實際上並沒有會見小淵首相）。
  - 23:00左右，青木召開緊急記者招待會，正式宣布「小淵首相因身體不適突發入院」。
- 4月3日
  - 午夜左右，青木、森、村上、野中、龜井五人再次在酒店會合，青木官方長官出任內閣總理大臣臨時代理，五人組確定由森喜朗接任首相、內閣總辭職、參眾兩院通過的議程和組閣的日程。
  - 11:00左右，青木召開定例記者招待會，宣布經初步檢查，小淵首相的病名是「腦梗塞」，小淵首相指定他代理首相臨時首相職務。
- 4月4日
  - 7:00，小淵內閣總辭職。
- 4月5日
  - 上午，自民黨所屬的眾參兩院議員會議上推舉森喜朗出任自民黨第19任總裁。
  - 下午，眾參兩院大會上分別都以多數通過森喜朗的首相提名。
  - 晚上，森內閣正式產生。

## 后續
這次密室會議被外界廣泛認為是一次「暗箱操作」，通過黨內巨頭秘密協商而不是選舉的方式產生黨總裁的做法正當性備受質疑，也引起了民眾的普遍反感，加上對森喜朗是否具有資歷作為首相的懷疑，導致森喜朗上任之後的民意支持率一直偏低。在野黨也不斷以此攻擊自民黨。2000年6月舉行的眾議院大選，自民黨雖然保住多數，卻失去了大量議席，「五人組」的決策方式被認為是其中一個重要原因。
森喜朗雖然成為首相，但是政權並不穩固。同年年底的「加藤之亂」對森喜朗的政權造成嚴重的挑戰，而背後被認為有「五人組」之一的野中廣務策動。